# 大下英治
大下 英治（おおした えいじ、本名：ひではる、1944年6月7日 - ）は、日本のルポライター・作家。
広島県安芸郡府中町生まれ。広島大学文学部仏文科卒業。

## 来歴
父親を原爆で失い、自身も被爆者健康手帳を所持。中学卒業後、一旦は三菱造船所の養成工となり就職するが退職し、高卒資格を得るため広島県瀬戸内高等学校に通いながら予備校にも通学。大学卒業後は電波新聞社に就職するが、後に退職し1968年に大宅マスコミ塾第7期生となる。同じく広島育ちの作家・梶山季之のスタッフライターであった時期もあり、その時の先輩には恩田貢や岩川隆などがいる。 
1970年に週刊文春特派記者となって以降、1982年まで13年間在籍。在籍中の1981年に『小説電通』（三一書房）により作家デビューする。次いで月刊『文藝春秋』に執筆した「三越の女帝・竹久みちの野望と金脈」が大反響を呼び、三越の岡田茂が社長退陣に追い込まれる三越事件のきっかけともなった。
1983年、週刊文春から独立し作家に転身。これ以降、政治経済、芸能など各界の著名人の他、政治家の人物伝執筆を多く手がける傍ら、政治関連のテレビ番組などにも並行して多数出演。また、美空ひばりの評伝を本人が亡くなる直前に「週刊新潮」に連載、新潮社で刊行したこともあり（2001年に廣済堂文庫で再刊）、ひばりの逝去後には追悼特集を組んだテレビ番組にも多数出演した。2009年に回顧録『トップ屋魂　週刊誌スクープはこうして生まれる！』（ベストセラーズ）を出版、仲間だった花田紀凱が推薦の文をよせた。
同じ2009年には『日本再生の切り札 与謝野馨』も著しているが、同書を本人の選挙区事務所（自民党当時）に売り込み、3000冊（合計450万円）を政治資金で買い取らせたと後に報じられた。支持者は1冊も購入しておらず（公職選挙法抵触の虞あり）、2011年現在でも事務所に積み上げられたままだという。これに対し大下は与謝野の秘書から「本にするなら買いましょう」という話があり、自分の側から売り込んだものではないと説明している。

## 人物
前出の梶山と同様に、大下も多数のスタッフを抱えており、自身だけでなく彼らの取材をもとに情報を仕入れている。大下のもとでスタッフとして活動していたうちの一人に、ノンフィクション作家の髙山文彦がいる。

## 著書

### 1980年代
- 『小説電通』三一書房 1981 のち徳間文庫
- 『帝王の倒れる日』スポニチ出版 1982
- 『ビジネスマン三国志』スポニチ出版 1982
- 『教祖を墜とせ ドキュメント小説』学陽書房 1982
- 『ドキュメント三越 女帝・竹久みちの野望と金脈』三一書房 1983  「ドキュメント三越の女帝」徳間文庫
- 『小説NHK』三一書房 1983
- 『小説闇将軍』三一書房 1983
- 『勝田清孝の冷血』現代書林 1983 「冷血・連続殺人鬼勝田清孝事件」新風舎文庫
- 『小説グリコ事件』グリーンアロー・ノベルス 1984
- 『視聴率ハンター』光文社カッパ・ノベルス 1984 のち文庫
- 『はみだし社員大奮戦』角川文庫 1984
- 『「中内㓛」の限りなき挑戦』講談社 1984  「中内功のダイエー王国」現代教養文庫
- 『実録殺人会社』トクマ・ノベルズ 1984  「殺人株式会社」文庫
- 『流通の覇王 小説『スーパー』戦争』トクマ・ノベルズ 1984  のち光文社文庫
- 『修羅の群れ』トクマ・ノベルズ 1984　のち文庫、桃園文庫、幻冬舎アウトロー文庫
- 『キリンvsサントリー 小説生ビール戦争』グリーンアロー・ノベルス 1985「小説ビール戦争」光文社文庫
- 『小説 早稲田大学』角川書店 1985-86 「永田町の“都の西北”」角川文庫
- 『若き牙の折れるとき 小説中江滋樹』トクマ・ノベルズ 1985  「欲望銘柄」文庫、桃園文庫
- 『総理密造計画を撃て』角川ノベルズ 1985  「政界無頼」徳間文庫
- 『蘇ったミスター球団』カドカワノベルズ 1985
- 『玄海灘の虎』トクマ・ノベルズ 1986  のち文庫、桃園文庫
- 『地獄の黄金 小説・豊田商事』サンケイノベルス 1986
- 『小説 早稲田青春無頼帖』読売新聞社 1987  「わが青春の早稲田」祥伝社ノン・ポシェット
- 『殺人列島 犯罪小説集』双葉ノベルス 1987　のち文庫
- 『十三人のユダ 三越・男たちの野望と崩壊』新潮社 1987  のち文庫
- 『自民党の気になる面々 小説政争』角川文庫 1987
- 『小説 国鉄解体 ドキュメント・ノベル』実業之日本社 Joy novels 1987
- 『小説 田中軍団』角川文庫 1987
- 『覇狼 広島やくざ戦争』桃園書房 1987  「広島やくざ戦争」文庫、幻冬舎アウトロー文庫
- 『魔クルスの黙示録』光文社カッパ・ノベルス 1987  のち桃園文庫
- 『敵陣より帝王を撃て』トクマ・ノベルズ 1987.10  「社長ハンティング」文庫
- 『総裁選銀行 小説・平和相銀事件』双葉ノベルス 1987.10　のち文庫
- 『ドキュメント東芝の悲劇 次に狙われるのはどこか』ダイヤモンド社 1987.12
- 『石原裕次郎 男たちの熱き心と石原軍団の伝説』勁文社 1988.1 「裕次郎伝説」廣済堂文庫
- 『山下元利物語』朋山会事務局 1988
- 『中曽根が笑った日 小説総裁選』角川文庫 1988.1
- 『自民党の若き獅子たち』角川文庫 1988.11
- 『二代目ミスター誕生』角川書店 1988 「蘇ったミスター球団」徳間文庫
- 『女帝 ドキュメンタリー・ノベル』祥伝社ノン・ポシェット 1988
- 『小説日本大学』角川書店 1988　のち文庫
- 『実力政治家を輩出する「早大雄弁会」の研究』PHP研究所 1988
- 『極悪狩り』ベストセラーズ 1988.9  のち桃園文庫
- 『8割の男』光文社カッパ・ノベルス 1988「東京外為市場25時」徳間文庫
- 『小説 東大法学部』角川文庫 1989　のち広済堂文庫
- 『小説 江副浩正』徳間書店 1989  「世間の非常識こそ、わが常識」光文社文庫
- 『小説 税制国会 リクルート疑惑』角川文庫 1989.5
- 『小説 安藤組』桃園新書 1989-90
- 『美空ひばり 時代を歌う』新潮社 1989.7  のち文庫、「美空ひばり 不死鳥伝説」広済堂文庫
- 『魔性のシンデレラ 松田聖子ストーリー』角川文庫 1989.7
- 『小説リクルートの女たち』イースト・プレス 1989.8 「疑獄の女たち」桃園文庫
- 『小説自民党 次を狙う男たち』祥伝社ノン・ポシェット 1989

### 1990年代
- 『巨人軍監督列伝 王の苦悩,藤田の成功』PHP研究所 1990.7
- 『小説政界陰の仕掛人』1990.7 (角川文庫)
- 『戦国七人衆 小説自民党』祥伝社 (ノン・ポシェット) 1990
- 『小説・土井たか子 山が動いた』徳間書店 1990.1  のち現代教養文庫
- 『渡辺美智雄の総裁選』1990.2 (徳間文庫)
- 『梟商 小佐野賢治の昭和戦国史』講談社 1990.7  のち文庫
- 『小説・安倍晋太郎 爽快なり、立ち技』徳間書店 1990.12
- 『やるしかなか! 小説・田淵幸一』双葉社 1990.9
- 『無敵の姐さん』大陸書房 1990  「唐獅子姐御」桃園文庫
- 『映画三国志 小説東映』徳間書店 1990.4
- 『小説東急王国』毎日新聞社 1990.12  のち講談社文庫
- 『捨ててこそ、首領 小説金丸信』政界往来社 1990.11  「捨身の首領金丸信」徳間文庫
- 『知られざる王国NHK』講談社 1991.8  のち文庫
- 『小説福沢諭吉』経済界(Ryu selection) 1990 のち人物文庫
- 『永遠の力道山 プロレス三国志』徳間書店 1991.9  「力道山の真実」祥伝社文庫
- 『小説横綱千代の富士』毎日新聞社 1991.10
- 『慈愛のひと美智子皇后』光文社 1991.10
- 『蘇える松田優作』リム出版(Lucky books)1991 のち広済堂文庫
- 『小説・都はるみ 炎のごとく』徳間書店 1991.2  のち河出文庫
- 『雄の時代 小説篠竹幹夫』双葉社 1991.10
- 『官邸の揺らぐ日 実録中東危機』広済堂出版 1991  「小沢一郎の挑戦」徳間文庫
- 『ゼロから出発した男たち 時代の半歩先を読む』PHP研究所 1992  「0から掴んだ男たち」徳間文庫
- 『奇跡への挑戦 小説・アサヒビール』毎日新聞社 1992.4  「アサヒビール大逆転男たちの決断」講談社+α文庫
- 『自民党燃ゆ 政界再編への胎動』講談社 1992.5  「自民党分裂」講談社文庫
- 『ゴルフ巌流島 <実録>日大ゴルフ部監督・竹田昭夫』双葉社 1992.10  「日大ゴルフ部最強伝説」学研M文庫
- 『北斎おんな秘図』1992.12 (光文社文庫) のち広済堂文庫、無双舎文庫
- 『NHK王国ニュースキャスターの戦場』講談社 1992.12
- 『悪徳株式会社』徳間文庫、1992　「地獄のマルチ商法」桃園文庫
- 『銀座らどんな物語』講談社 1992.12
- 『二五七針の十字架 FMW大仁田厚ストーリー』コスモの本 1992.8
- 『歌麿おんな秘図』1993.10 (光文社文庫)  のちベスト時代文庫
- 『一を以って貫く 人間小沢一郎』講談社 1993.10  のち文庫
- 『柔にして剛 人間羽田孜』講談社 1993.11
- 『艶歌よ!ふたたび 芸能界インサイド・ストーリー』双葉社 1993.11
- 『小説ブラック・ジャーナリズム 日本の闇を暴くもう一つのペン』イースト・プレス 1993.7 のち徳間文庫
- 『女たちの東京大学 仕事、恋、人生-才媛たちの挑戦』PHP研究所 1993.2
- 『小説佐川疑獄』ぴいぷる社 1993.1  のち徳間文庫
- 『セガ・ゲームの王国』講談社 1993.2  「ゲーム戦争」光文社文庫
- 『最後の総会屋』1993.4 (桃園新書) のち徳間文庫
- 『ワンマン 小説・吉田茂』毎日新聞社 1993.4 「小説・吉田茂」講談社文庫、学研Ｍ文庫
- 『自民党大崩壊 さらば田中軍団』徳間書店 1993.8  「小説政界再編」文庫
- 『小説渡辺軍団』1993.5 (徳間文庫)
- 『首相官邸の女』祥伝社(Non novel) 1993　のち桃園文庫
- 『逆襲!小沢戦略 小説・政界大再編』徳間書店 1994.7 「小説・政界再編3」文庫
- 『政界再編の鍵を握る男たち 平成・ニューリーダー列伝』政界出版社 1994.1
- 『風と拳 小説・大山倍達』ぴいぷる社 1994-95  のち広済堂文庫
- 『闇狩り』1994.10 (桃園新書) のち文庫
- 『政界無頼』徳間書店、1994　のち桃園文庫
- 『小説政界三国志』1994-96 (広済堂文庫)
- 『NHK王国ヒットメーカーの挑戦』講談社 1994.5
- 『対決小選挙区 小説新進党革命』角川書店 1995
- 『広重おんな秘図』光文社文庫　1995
- 『銀行喰い』実業之日本社 (Joy novels) 1995 のち光文社文庫、桃園文庫
- 『報道戦争 ニュース・キャスターたちの闘い』講談社 1995.2  のち新風舎文庫
- 『手塚治虫 ロマン大宇宙』潮出版社 1995  のち講談社文庫
- 『新聞の鬼たち 小説務台光雄』光文社文庫 1995
- 『人生は魂の格闘技だ 初エッセイ集』桃園書房 1995
- 『石井ふく子おんなの学校』文藝春秋 1995
- 『首領狩り』桃園書房 1995  のち文庫
- 『日本ヒーローは世界を制す』角川書店 1995
- 『修羅の盃』祥伝社 (Non novel) 1996　「血の盃」文庫
- 『心歌百八つ 平成の風聖・石坂まさを』双葉社 1996
- 『芸能ゴロ』徳間文庫　1996
- 『バブルの帝王』桃園新書　1996 「虚業紳士」光文社文庫
- 『女優ごろし』徳間文庫　1996
- 『竜の盃』祥伝社 Non novel　1996
- 『坂本冬美火ざくら伝説』双葉社 1996
- 『新進党vs.自民党 政権を獲る!』徳間文庫　1996
- 『オウムを喰おうとした男 小説O鉄工事件』徳間文庫　1997
- 『21世紀のリーダーたち』ぴいぷる社 1997
- 『大阪夜の商工会議所 太田恵子物語』たる出版 1997
- 『悪女伝』徳間文庫　1997
- 『写楽おんな秘図』光文社文庫 1997　のち無双舎文庫
- 『小説日本ビッグバン 2001年「大浮沈の時代」が始まった 緊急シミュレーション小説』祥伝社 (Non novel) 1997
- 『拳銃と刑務所』桃園新書　1997  「修羅の紋章」桃園文庫
- 『保保連合 新政界再編』徳間文庫　1997
- 『西鶴おんな秘図』光文社文庫　1997
- 『嗤う総会屋』実業之日本社 (Joy novels) 1997
- 『知られざる渥美清』廣済堂出版 1997  のち文庫
- 『日中ビジネスコレクション 上海編』ひらく 1997
- 『過去を消します』廣済堂ブルーブックス 1997
- 『犯罪の女』徳間文庫 1998　のち「悪女の手帖」文芸社文庫
- 『極道金融』桃園新書　1998  のち文庫
- 『小説日本買収 巨大外資に呑みこまれる日 緊急シミュレーション』祥伝社 (Non novel) 1998
- 『小渕自民vs.菅民主  新政界再編』徳間文庫　1998
- 『乗っ取り』徳間文庫　1998
- 『ソニー・勝利の法則 小説「井深大と盛田昭夫」』光文社文庫　1998
- 『悪の連鎖』日本文芸社 日文文庫　1998
- 『長嶋家の人々』廣済堂出版 1998 のち文庫
- 『近松おんな秘図』光文社文庫　1998
- 『野望の翼』桃園新書　1998
- 『福田和子 整形逃亡5459日』廣済堂出版 1998  「魔性」徳間文庫、新風舎文庫
- 『小説・山一證券崩壊』廣済堂出版 1998  「証券ウォーズ」文庫
- 『蠢く野中広務 政界大波瀾』徳間文庫　1999
- 『大乱政界のキーマン』ぴいぷる社 1999
- 『みんな日活アクションが好きだった』廣済堂出版 1999
- 『経世会竹下学校』講談社 1999
- 『Y2Kを狙え! 小説・日本凍結 緊急シミュレーション』祥伝社 (Non novel) 1999
- 『孫正義起業の若き獅子』講談社 1999  「孫正義起業のカリスマ」＋α文庫
- 『悪徳狩り』桃園新書　1999
- 『永田町ビッグバンの仕掛人亀井静香』小学館文庫　1999
- 『巨悪狩り』桃園新書　1999
- 『悪魔の女 実録愛欲殺人』祥伝社文庫　1999 のち「悪女の手帖」文芸社文庫
- 『鶴屋南北おんな秘図』光文社文庫　1999
- 『虎視眈眈小沢一郎』徳間文庫　1999

### 2000年代
- 『人間古賀誠政界花と龍』ぴいぷる社 2000.6
- 『松井証券のIT革命 ネットの寵児』徳間書店 2000.5
- 『新説鈴木その子 いのち燦燦』海竜社 2000.5
- 『平賀源内おんな秘図』2000.10 (光文社文庫)
- 『激録!総理への道 戦後宰相列伝田中角栄から森喜朗まで』2000.8 (講談社文庫)
- 『華麗なる鳩山一族の野望』プラネット出版 2000.3  のち徳間文庫
- 『太地喜和子伝説』河出書房新社 2000.2
- 『宰相・田中角栄と歩んだ女』講談社 2000.2  「角栄とともに生きた女」＋α文庫
- 『孫正義掟破りの決断』2000.9 (講談社+α新書)
- 『亀井静香奔る! 政界大迷走』2000.10 (徳間文庫)
- 『21世紀に生き残る会社 改革の時代に企業がやるべきこと』しょういん 2001.10
- 『闘争!角栄学校』講談社 2001  「実録・田中角栄と鉄の軍団」＋α文庫
- 『小泉純一郎の「宣戦布告」』2001.7 (徳間文庫)
- 『黒社会の盃』2001.1 (桃園文庫)
- 『エニックスの飛翔 実録・ゲーム業界戦国史』しょういん 2001.8
- 『石原慎太郎次の一手』徳間書店 2001  「石原慎太郎の「宣戦布告」」徳間文庫
- 『狼たちの野望  IT革命最前線』廣済堂出版 2001.12
- 『人間藤野公孝・夢を拓く』日中文化観光交流研究所 2001.5
- 『小説小泉純一郎 信を貫いて恐れず』幻冬舎 2001.7 「小泉は信長か」文庫
- 『極真英雄列伝 地上最強を具現する男たち』しょういん 2002.6
- 『エンロンが弾いた新エネルギー戦争の罠』2002.4 (徳間文庫)
- 『小泉純一郎vs.抵抗勢力』2002.11 (徳間文庫)
- 『田中角栄になりそこねた男』講談社 2002.11
- 『巨大市場中国を狙え』しょういん 2002.1
- 『父と娘角栄・眞紀子の三十年戦争』講談社 2002.3
- 『小泉純一郎最後の賭け』河出書房新社 2003.5
- 『人間渡部恒三 政界再編の鍵を握る男』ぴいぷる社 2003.7
- 『人間・本田宗一郎 夢を駆ける』2003.8 (光文社文庫)
- 『小説明治大学』ぶんか社 2003.10
- 『星野仙一勝ちたいんやッ 「七つの顔を持つ男」はこうしてダメ虎を甦らせた』徳間書店 2003.10
- 『笑顔の泥んこ人生 人間杉山憲夫』しょういん 2003.11
- 『安倍晋三 安倍家三代』徳間書店 2004.5  のち文庫
- 『女総理への火花 政界シミュレーション小説』有楽出版社(Joy novels) 2004
- 『跡目 伝説の男・九州極道戦争』祥伝社(Non novel) 2004
- 『小泉・安倍vs.菅・小沢』2004.1 (徳間文庫)
- 『小説戦後宰相列伝 1945-1974』ぶんか社 2004.6
- 『郵政大乱!小泉魔術』2005.11 (徳間文庫)
- 『小沢一郎の政権奪取戦略』河出書房新社 2005.3  のち文庫
- 『ドリームメーカー 新世代経営者たちの素顔』ソフトバンク 2005.4
- 『暴走刑事vs広島やくざ  実録小説』有楽出版社 2005.6  「実録広島極道刑事(デカ)」徳間文庫
- 『平沼赳夫の「宣戦布告」』河出書房新社 2005.9
- 『カラオケを発明した男』河出書房新社 2005.9
- 『武部勤の熱き開拓魂』徳間書店 2005.10
- 『昭和闇の支配者』2006 (だいわ文庫)
- 『小説経済産業省』徳間書店 2006.9
- 『自民党総裁選暗闘の歴史』2006.9 (徳間文庫)
- 『総理戦争 田中角栄から小泉まで』2006.7 (新風舎文庫)
- 『逆襲 ドキュメント堀江貴文』竹書房 2006.8
- 『小沢一郎の日本をぶっ壊す』2006.8 (幻冬舎文庫)
- 『吉本興業、カネの成る木の作り方』講談社 2007.1
- 『古賀誠の新政界花と龍』ビースト 2007
- 『大波乱!安倍自民vs.小沢民主』2007 (徳間文庫)
- 『熱伝導知事上田清司』埼玉新聞社 2007
- 『小泉純一郎の軍師飯島勲』2007.12 (祥伝社文庫)
- 『福田vs.小沢大連立の乱!』2007.12 (徳間文庫)
- 『小説防衛省』徳間書店 2008.1
- 『巨乳をビジネスにした男 野田義治の流儀』講談社 2008.4
- 『雪村いづみ物語』2008.4 (平凡社新書)
- 『ネット金融維新伝 リスクテイカー』日本証券新聞社 2008.8
- 『小池百合子の華麗なる挑戦』河出書房新社 2008.10
- 『トップ屋魂 週刊誌スクープはこうして生まれる！』ベストセラーズ 2009.2
- 『政界大再編 鍵を握る9人』2009.3 (徳間文庫)
- 『トップ30の新戦略と未来への知恵』アイシーメディックス 2009.4
- 『日本再生の切り札与謝野馨』徳間書店 2009.4
- 『孫正義世界20億人覇権の野望』ベストセラーズ 2009.5
- 『民主党政権 鳩山民主、新政権運営シナリオとその舞台裏』ベストセラーズ 2009.9
- 『昭和政権暗闘史』2009-10 (静山社文庫)
- 『小沢一郎はどのように自民党をぶっ壊したか?』2009.12 (徳間文庫)

### 2010年代
- 『小沢一郎の最終戦争』ベストセラーズ 2010
- 『実録・安藤組解散さらなる戦い』徳間文庫　2010
- 『松下幸之助「仕事に役立つ」話』三笠書房 (知的生きかた文庫) 2010
- 『亀井静香天馬空を行く!』徳間書店 2010
- 『阪神タイガース変革論』ベストセラーズ 2010
- 『覚悟! 陽気な突破者渡辺喜美』講談社 2010
- 『菅直人総理の野望小沢一郎との死闘』ベストセラーズ 2010
- 『渋沢栄一「明日の不安」を消すにはどうすればいいか?』三笠書房 (知的生きかた文庫) 2010
- 高村正彦『真の国益を』 徳間書店 2010
- 『陰の総理・仙谷由人vs.小沢一郎』徳間文庫　2011
- 『歴史に残る「総理大臣」の器』知的生きかた文庫　2011
- 『原子力と50年「服部禎男」大激白 「超小型原子炉」なら日本も世界も救われる!』ヒカルランド　2011
- 『権力奪取とPR戦争 政治家という役者たち』勉誠出版 2011
- 『最後の黒幕朝堂院大覚 昭和、平成事件簿』竹書房 2011
- 『したたかな「どじょう」野田佳彦研究』青志社 2011
- 『田中角栄に今の日本を任せたい』角川SSC新書 2011
- 『大波乱の予兆 野田民主vs. 谷垣自民』徳間文庫 2011
- 『財務省秘録 大物次官、大臣らの証言で綴る』徳間書店 2012
- 『巨頭孫正義 ソフトバンク最強経営戦略』イースト・プレス 2012
- 『小沢一郎と田中角栄』角川SSC新書 2012
- 『農業のサムライたち』潮出版社 2012
- 『橋下徹の政権奪取戦略』イースト・プレス 2012
- 『政局 権力闘争の仕掛け人たち』竹書房文庫 2012
- 『安倍晋三と岸信介』角川SSC新書 2013
- 『落ちこぼれでも成功できる ニトリの経営戦記』徳間書店 2013
- 『悲しき歌姫(ディーヴァ)  藤圭子と宇多田ヒカルの宿痾』イースト・プレス 2013
- 『逆襲弁護士河合弘之』さくら舎 2013　祥伝社文庫、2015
- 『児玉誉士夫闇秘録』イースト新書 2013
- 『「尖閣」で試される日本の政治家たち』竹書房新書 2013
- 『総理への宿命小泉進次郎』徳間書店 2013
- 『田中角栄秘録』イースト新書 2013
- 『津波救国 〈稲むらの火〉浜口梧陵伝』講談社 2013
- 『電力こそ国の命 松永安左エ門伝』日本電気協会新聞部 2013
- 『原中勝征の喝! 本当に国民のための日本医師会か!』徳間書店 2013
- 『私が会った日本の黒幕・首領(どん)』宝島社新書 2013
- 『小泉純一郎「原発ゼロ」戦争』青志社 2014
- 『昭和、平成 震撼「経済事件」闇の支配者』青志社、2014
- 『日本共産党の深層』イースト新書 2014
- 『仮面ライダーから牙狼へ -渡邊亮徳・日本のキャラクタービジネスを築き上げた男』竹書房文庫 2014
- 『映画女優 吉永小百合』朝日新聞出版 2015[4]
- 『清和会秘録』イースト新書、2015
- 『小泉純一郎・進次郎秘録』イースト新書、2015
- 『孫正義秘録』イースト新書、2015
- 『専横のカリスマ　渡邉恒雄』さくら舎、2015　祥伝社文庫
- 『昭和、平成秘録“憂国”事件の男たち』青志社、2015
- 『誰が復興を阻んだか』悟空出版、2015
- 『内閣官房長官秘録』(イースト新書)2015
- 『二人の首領(ドン) 稲川会極高の絆 任侠稲川聖城 経済石井隆匡』青志社, 2015
- 『清和会秘録』イースト新書 2015
- 『"憂国"事件の男たち 昭和、平成秘録』青志社, 2015
- 『大賀蓮世界に花開く』紀州新聞社, 2015
- 『挑戦 小池百合子伝』河出書房新社, 2016
- 『二階俊博の政界戦国秘録 第1巻』紀州新聞社, 2016
- 『荒井広幸 福島の田中正造』歴史春秋出版, 2016
- 『田中角栄の酒 「喜びの酒」「悲しみの酒」「怒りの酒」』たる出版, 2016
- 『11・5津波救国 〈稲むらの火〉浜口梧陵伝』講談社, 2016
- 『激闘!闇の帝王安藤昇』さくら舎, 2016
- 『はみだすチカラ! 日大芸術学部』徳間書店, 2016
- 『自由民主党の深層』イースト新書 2016
- 『カリスマに学ぶ目の前の壁を突破する力』水王舎, 2016
- 『日本共産党秘録』イースト・プレス, 2016
- 『永田町知謀戦 二階俊博と田中角栄』全3巻　さくら舎, 2016-18
- 『田中角栄の新日本列島改造論』双葉社, 2016
- 『田中角栄と越山会の女王』イースト・プレス, 2016
- 『孫正義に学ぶ知恵 チーム全体で勝利する「リーダー」という生き方』東洋出版, 2016
- 『安倍官邸「権力」の正体』角川新書 2017
- 『高倉健の背中 監督・降旗康男に遺した男の立ち姿』朝日新聞出版, 2017
- 『百円の男ダイソー矢野博丈』さくら舎, 2017
- 『小沢鋭仁物語 政策中心の政治を目指して』東洋出版, 2017
- 『電通の深層』イースト・プレス, 2017
- 『石破茂の「日本創生」』河出書房新社, 2017
- 『大宏池会の逆襲 保守本流の名門派閥』(角川新書 2018
- 『週刊文春トップ屋魂 名物記者が語るスクープの裏側』イースト新書 2018
- 『掟破り 政界・財界・芸能界・ヤクザ…掟破り7つの事件の顛末』水王舎, 2018
- 『枝野立つ!立憲民主党のさらなる闘い』河出書房新社, 2018
- 『幹事長秘録』毎日新聞出版, 2018
- 『日本のドン 血と弾丸の抗争』さくら舎, 2018
- 『襲撃 裏社会で最も恐れられた男たち』青志社, 2019
- 『自民党の番頭林幹雄の凄腕 二階幹事長の懐刀』さくら舎, 2019
- 『ウチナー三大抵抗者の伝説 当山久三・謝花昇・平良新助』河出書房新社, 2019
- 『ふたりの怪物 二階俊博と菅義偉』エムディエヌコーポレーション, 2019
- 『IT三国志「超知性」突破する力』青志社, 2019
- 『吉本興業の真実』青志社, 2019

### 2020年代
- 『安藤昇 俠気と弾丸の全生涯』さくら舎, 2021
- 『安倍晋三・昭恵 35年の春夏秋冬』飛鳥新社, 2023

### 共著
- 『脱原発』河合弘之共著 青志社 2011
- 『官僚』飯島勲共著 青志社 2012
- 『この国はまだ大丈夫か』カレル・ヴァン・ウォルフレン（インタビュー）青志社 2012

## 映像化
- 修羅の群れ（1984年）
- 唐獅子 姐御（1994年）
- 実録・広島やくざ戦争（2000年）
- 首相官邸の女（2001年）オリジナルビデオ
- 修羅の群れ（2002年）
- KARAOKE 人生紙一重（2005年）
- 県警強行殺人班 鬼哭の戦場（2007年）
- 巨乳をビジネスにした男（2007年）
- 実録ドラマスペシャル 女の犯罪ミステリー『福田和子 整形逃亡15年』（2016年3月17日、テレビ朝日）